# Marta Wrzosek
Marta Anna Wrzosek – polska mykolog, doktor habilitowany nauk biologicznych, profesor Uniwersytetu Warszawskiego.

## Życiorys
Jest absolwentką Wydziału Biologii Uniwersytetu Warszawskiego w 1993 roku. W 2000 roku obroniła pracę doktorską Taksonomia i filogeneza Mucorales (Zygomycetes) w świetle analiz morfometrycznych oraz wybranych markerów molekularnych na Uniwersytecie Warszawskim. Habilitowała się na podstawie pracy: Grzyby (Fungi) i wylinkowce (Ecdysozoa) - złożoność i plastyczneość interakcji w 2018 roku.
Naukowiec prowadzi prace badawcze dotyczące grzybów: taksonomia i ewolucja pleśniakowców i owadomorkowców, grzyby owadobójcze, grzyby halucynogenne Polski, mykocenoza obszarów chronionych, identyfikacja molekularna grzybów o nieustalonej przynależności taksonomicznej, mykologia budowlana, interakcje mutualistyczne grzybów i owadów.
W latach 2012-2016 była prezesem Polskiego Towarzystwa Mykologiczego. Jest członkiem założycielem Europejskiego Towarzystwa Mykologicznego (ang. European Mycological Association). Należy do Polskiego Stowarzyszenia Mykologów Budownictwa. W latach 2003-2004 była kierownik studiów podyplomowych i wykładowcą biologii w Szkole Wyższej Przymierza Rodzin w Warszawie. Jest profesorem w Ogrodzie Botanicznym Uniwersytetu Warszawskiego. Poza badaniami naukowymi zajmuje się też popularyzowaniem wiedzy o grzybach.
Jest zamężna, ma troje dzieci.

## Wybrane publikacje
- ABC ewolucji, Wydawnictwo Sorus, Poznań 2010.
- Grzyby jakich nie znamy (wraz ze Zbigniewem Sierotą), Centrum Informacyjne Lasów Państwowych, Warszawa 2012.
- W czym grzyby są lepsze od ciebie? (wraz z Karoliną Głowacką), Wydawnictwo JK, Łódź 2019.